# AMD 라데온 소프트웨어
AMD 라데온 소프트웨어(AMD Radeon Software, 이전 이름: AMD 카탈리스트/AMD Catalyst)은 운영 체제에 맞춰 일부 AMD 제품에 설치할 수 있게 한 유틸리티 드라이버 패키지이다. 카탈리스트 소프트웨어는 라데온 8500 출시 이후로 등장하였다. AMD의 이 드라이버 개발 패러다임은 성능 향상, 버그 수정, 새로운 기능 추가를 비롯한 월별 드라이버 업데이트를 보증한다. 2007년 기준으로 카탈리스트 드라이버 패키지는 일반적으로 AMD 카탈리스트 컨트롤 센터, 하드웨어 기능 대다수를 이용할 수 있는 인터페이스(3차원 설정, 모니터 제어, 비디오 옵션 등)를 포함한다. 또, 조그마한 3차원 미리보기를 제공하여 사용자가 그래픽 설정을 바꾼 뒤에 보이는 영상의 품질이 어떻게 영향을 받는지 알 수 있게 한다.
카탈리스트는 카드 자체와 소프트웨어 데이터에 대한 정보를 보여줄뿐 아니라 라데온 카드에 대한 수정을 허용한다. 컨트롤 센터에는 간단(simple), 고급(advanced), 마법사(wizard), 이렇게 세 가지 모드가 있다.

## 카탈리스트의 그래픽 설정
- 모니터 속성
  - 다중 모니터 - 별도의 모니터를 사용하여 확장 데스크톱 모드 또는 데스크톱 복제 기능을 사용할 수 있다.
  - HDTV 지원 - 화면 해상도 (720p/1080i/1080p) 및 화면 재생 빈도 (60 Hz to 85 Hz)를 설정하여 컴포넌트나 HDMI를 통해 HDTV를 연결할 수 있게 도와 준다.
- 3차원 설정 - 앤티 에일리어싱, 비등방성 필터링, 카탈리스트 AI 등의 조절 기능을 제공한다.
- AMD Avivo - 비디오 디코딩의 하드웨어 가속은 감마 조절과 같은 비디오 설정 집합을 포함하며 라데온 X1000 시리즈, HD 2000/3000 시리즈, HD 4000 시리즈, 라데온 HD 5000 시리즈와 여기에 대응되는 모빌리티 라데온 계열에만 사용할 수 있다.
- 스마트가트(SmartGart): AGP 포트 제품에만 사용할 수 있다.
- VPU 복구 - 디스플레이 드라이버에서 응답이 더 이상 없을 경우 그래픽 프로세서를 초기화한다.
- AMD 오버드라이브 - 그래픽 칩셋이나 메모리의 클럭을 조정한다.
- AMD 파워플레이 - GPU의 전력 절약 계획을 수정하며 모빌리티 라데온, 라데온 HD 3800 시리즈, 라데온 HD4800 시리즈, 라데온 HD 5000 시리즈에만 사용할 수 있다.
- AMD 크로스파이어X - 여러 개의 그래픽 카드를 AMD 자사 기술인 크로스파이어X 표준을 이용해 연결하는 것을 관리해 준다.

## 지원 제품
- 데스크톱 라데온 그래픽 카드 계열
  - DirectX 9 카드
    - 라데온 9500, X800 시리즈, X1000 시리즈

  - DirectX 10 카드
    - 라데온 HD 2000/3000 시리즈
    - 라데온 HD 4000 시리즈

  - DirectX 11 카드
    - 라데온 HD 5000 시리즈
- 모빌리티 라데온 모바일 GPU 계열
  - 모빌리티 라데온 9500 시리즈 등
- 올 인 원더 멀티미디어 카드 계열
- TV 원더 TV 수신 카드 계열

## 같이 보기
- 라데온
- 올 인 원더
- 포스웨어